# 許達哲
許 達哲（きょ たってつ、1956年9月 - ）は、中華人民共和国の政治家。湖南省瀏陽県出身。ハルビン工業大学肄業。元中国共産党湖南省委員会書記書記、湖南省人民政府省長。中国共産党第17期中央紀律検査委員会委員。第18期、第19期中央委員会委員。

## 略歴
1956年9月、江西省南昌市で生まれる。1984年12月、ハルビン工業大学を卒業。以後、中国運載火箭技術研究院設計員、工程組長、研究室副主任、研究室主任、中国航天工業総公司研究所副所長、開発部副部長、副院長、副院長兼火箭総装廠廠長、院長兼党委副書記を歴任。
2001年11月、中国航天科技集団公司副総経理、党組成員に任命。2007年6月、中国航天科技集団公司総経理、党組書記に昇進。2013年4月、中国航天科技集団公司董事長、党組書記に就任。
2013年12月、中華人民共和国工業情報化部副部長、党組副書記、中国国家航天局局長、国家原子能機構主任、国家国防科技工業局局長、党組書記に転任。
2016年8月、中共湖南省委副書記に転任。9月5日、湖南省人民政府副省長、代理省長に就任。12月5日、湖南省省長昇進。2020年11月20日、中国共産党中央委員会は許達哲を中国共産党湖南省委員会書記に任命した。2021年10月19日に中国共産党湖南省委員会書記を解任された。
2021年10月23日、全国人民代表大会常務委員会は許達哲を第13期全国人民代表大会教育科学文化衛生委員会副主任委員に任命した。